# Fordyce (Arkansas)
Fordyce is een plaats (city) in de Amerikaanse staat Arkansas, en valt bestuurlijk gezien onder Dallas County.

## Demografie
Bij de volkstelling in 2000 werd het aantal inwoners vastgesteld op 4799.
In 2006 is het aantal inwoners door het United States Census Bureau geschat op 4344, een daling van 455 (-9,5%).

## Geografie
Volgens het United States Census Bureau beslaat de plaats een oppervlakte van
17,1 km², geheel bestaande uit land. Fordyce ligt op ongeveer 87 m boven zeeniveau.

## Plaatsen in de nabije omgeving
De onderstaande figuur toont nabijgelegen plaatsen in een straal van 32 km rond Fordyce.